# Сент Антони (Ајдахо)
Сент Антони (енгл. St. Anthony) град је у америчкој савезној држави Ајдахо.

## Демографија
По попису из 2010. године број становника је 3.542, што је 200 (6,0%) становника више него 2000. године.
| Група             | 2000.         | 2010.         |
| Белци             | 2.728 (81,6%) | 2.726 (77,0%) |
| Афроамериканци    | 7 (0,2%)      | 17 (0,5%)     |
| Азијати           | 22 (0,7%)     | 16 (0,5%)     |
| Хиспаноамериканци | 514 (15,4%)   | 741 (20,9%)   |
| Укупно            | 3.342         | 3.542         |